# Juan Sáenz de Buruaga
Juan Sáenz de Buruaga fue un religioso español del siglo XVIII, que fue obispo de Lugo y Arzobispo de Zaragoza.
Nacido en Álava, se formó en la Universidad de Alcalá. Ocupó cargos en Segovia antes de ser nombrado en 1762 obispo de Lugo. El 12 de marzo de 1768 fue promovido a arzobispo de Zaragoza, aunque mantuvo su relación con la sede lucense, a la que donó una custodia.
Como arzobispo, se destacó por su prodigalidad. Donó una corona de oro a la Virgen del Pilar (perdida como parte del botín de guerra tras los sitios de Zaragoza) y mandó construir una ermita en Movera, sobre la que ofreció cien días de indulgencia por cada oración.
| Predecesor: Francisco Izquierdo Tavira | Obispo de Lugo 1762 - 1768        | Sucesor: Francisco Armañá Font      |
| Predecesor: Luis García Mañero         | Arzobispo de Zaragoza 1768 - 1777 | Sucesor: Bernardo Velarde y Velarde |